# تپه خدر
تپه خدر در شهرستان فراهان، ،   روستای تبرته در شمال غربی دشت فراهان و غرب روستای تبرته واقع شده و این اثر در تاریخ ۱۸ اسفند ۱۳۸۷ با شمارهٔ ثبت ۲۵۰۷۷ به‌عنوان یکی از آثار ملی ایران به ثبت رسیده است.